# Ghiacciaio Ramseier
Il ghiacciaio Ramseier è un ghiacciaio lungo circa 13 km situato nella regione meridionale della Terra di Oates, nell'Antartide orientale. Il ghiacciaio, il cui punto più alto si trova a circa 1800 m s.l.m., si trova nell'entroterra della costa di Hillary e ha origine dal versante sud-occidentale del monte Quackenbush, nella regione occidentale della dorsale Britannia, da cui fluisce verso dapprima verso sud-ovest e poi verso sud fino a unire il proprio flusso a quello del ghiacciaio Byrd.

## Storia
Il ghiacciaio Peckham è stato mappato da membri dello United States Geological Survey (USGS) grazie a fotografie aeree scattate dalla marina militare statunitense nel periodo 1960-62, e così battezzato dal Comitato consultivo dei nomi antartici in onore di Rene O. Ramseier, un glaciologo del Programma Antartico degli Stati Uniti d'America di stanza alla base di ricerca Amundsen-Scott e alla stazione McMurdo, rispettivamente nelle stagioni 1960-61 e 1961-62.